# 费鲁扎·鲍克
费鲁扎·鲍克（英語：Fairuza Balk，1974年5月21日—），女，美国演员、音乐人和视觉艺术家。曾获得独立精神奖最佳女主角奖。